# IC 1420
IC 1420 ist eine verschmelzende Zwerggalaxie vom Hubble-Typ I0 im Sternbild Pegasus am Nordsternhimmel. Sie ist schätzungsweise 82 Millionen Lichtjahre von der Milchstraße entfernt und hat einen Durchmesser von etwa 20.000 Lichtjahren. 
Das Objekt wurde am 18. September 1889 von Lewis Swift entdeckt.